# 오재순 초상
오재순 초상(吳載純 肖像)은 서울특별시 용산구 삼성미술관 리움에 있는 조선시대의 초상화이다. 2006년 12월 29일 대한민국의 보물 제1493호로 지정되었다.

## 지정 사유
오재순(吳載純, 1727-1792)은 정조 때 대사헌, 대제학을 거쳐 판중추부사까지 오른 관리이자 제자백가에 두루 달통한 학자로 유명하다. 이 <오재순 영정>은 현재 족자 반달축 뒷면에 “醇庵吳文靖公六十五歲眞像 李命基寫”라는 종이 제첨이 붙어 있는데, 비록 오재순 사후에 쓰여진 것이지만 당시 초상화를 잘 그렸던 화원 이명기가 오재순의 나이 65세 때의 모습을 그린 것으로 생각된다.
이전의 산뜻한 선염법을 사용하던 것과는 달리 세세한 붓질의 반복을 통해 얼굴의 형태와 명암을 자세히 표현하였다. 옷주름 역시 강한 명암대비효과를 구사하여 입체감 있게 그렸으며, 운보문단(雲寶紋緞)의 문양도 옷주름의 변화를 고려하여 굴곡을 따라 처리하고 있다. 쌍학흉배의 경우도 자수의 느낌을 그대로 전해줄 정도로 신경을 쓰고 있다.
이 작품의 경우 중국을 통해 전래된 서양화법을 적용하였지만 이전에 발달되었던 선묘 위주의 해맑은 얼굴 표현의 전통을 잃지 않으려 하였다. 그 결과 사실성과 이상미가 어우러지는 전신(傳神)의 지극한 경지를 이루게 되었다. 조선 후기 초상화이 높은 수준을 대변해주는 수작이다.

## 같이 보기
- 오재순

## 참고 자료
- 오재순 초상 - 국가유산청 국가유산포털